# Касиња
Касиња (фр. Cassignas) насеље је и општина у југозападној Француској у региону Аквитанија, у департману Лот и Гарона која припада префектури Ажан.
По подацима из 2011. године у општини је живело 118 становника, а густина насељености је износила 15,01 становника/km². Општина се простире на површини од 7,86 km². Налази се на средњој надморској висини од 215 метара (максималној 221 m, а минималној 106 m).

## Демографија
| 1962. | 1968. | 1975. | 1982. | 1990. | 1999. | 2011. |
| ----- | ----- | ----- | ----- | ----- | ----- | ----- |
| 120   | 138   | 105   | 112   | 120   | 135   | 118   |

График промене броја становника у току последњих година